# Agrilus aramis
Agrilus aramis – gatunek chrząszcza z rodziny bogatkowatych i podrodziny Agrilinae.
Gatunek ten opisany został w 2018 roku przez Eduarda Jendeka i Wasilija Griebiennikowa na łamach Zootaxa. Jako miejsce typowe wskazano okolice góry Phou Pane w Laosie. Epitet gatunkowy nadano na cześć Aramisa z powieści Alexandre’a Dumasa.
Chrząszcz o wrzecionowatym w zarysie, przysadzistym ciele długości 3,7–5,1 mm. Wierzch ciała jest jednolicie ubarwiony, wypukły. Głowa wyposażona jest w oczy złożone o średnicy większej niż połowa szerokości ciemienia. Ciemię jest gęsto pomarszczone i pozbawione pośrodkowego wcisku. Czułki mają piłkowanie zaczynające się od czwartego członu, a człony od siódmego do dziesiątego zaopatrzone w szypułki. Przedplecze jest poprzeczne, najszersze pośrodku; ma łukowaty i szeroki płat przedni wystający przed przednie kąty, lekko łukowate brzegi boczne i proste kąty tylne. Na powierzchni przedplecza występują wciski przednio-środkowy, tylno-środkowy i para wąskich, płytkich wcisków bocznych. Prehumerus ma formę żeberkowatą. Boczne żeberka przedplecza są silnie zbieżne. Pokrywy są rozlegle owłosione i mają osobno wyokrąglone wierzchołki. Przedpiersie ma płytko, szeroko i łukowato wykrojoną odsiebną krawędź płata oraz wgnieciony i wyraźnie rozszerzony wyrostek międzybiodrowy. Zapiersie odznacza się wciśniętym wyrostkiem międzybiodrowym. Odwłok ma niezmodyfikowany pierwszy z widocznych sternitów (wentryt) oraz łukowatą wierzchołkową krawędź pygidium. Genitalia samca cechują się symetrycznym edeagusem.
Owad orientalny, endemiczny dla Laosu, znany tylko z prowincji Houaphan.